# Causa Radical
A Causa Radical (em castelhano:  La Causa Radical, abreviado para LCR ou  La Causa Я) é um partido político venezuelano, criado em 1971 por dissidentes do Partido Comunista da Venezuela.

## Ideologia
A Causa Radical foi criada com base nas ideias de Alfredo Maneiro, que propunha  que chamava "democracia radical", um aprofundamento da democracia a partir da participação popular e contrário tanto ao socialismo autoritário como à democracia liberal. Alfredo Maneiro considerava o movimento como "peculiar e excêntrico" dentro da esquerda venezuelana, e também o considerava "tenuamente marxista e não dogmático".

## História
O partido nasceu de uma cisão no Partido Comunista da Venezuela, quando surgiu também o Movimento ao Socialismo (MAS). A sua primeira vitória foi a presidência do sindicato dos trabalhadores da SIDOR em 1979, conquistada à Ação Democrática. 
A partir de 1983 o partido começou, sem êxito, a apresentar candidatos às eleições presidenciais - o seu líder Andres Velásquez começou por ter 0,09% dos votos; em 1988 inicialmente planeou candidatar o historiador Jorge Olavarria, mas acabou por voltar a candidatar Velásquez, que subiu para 0,37%, ficando em oitavo lugar. 
No entanto, com o descrédito dos partidos tradicionais e a insurreição popular conhecida como Caracazo, o partido aumentou a sua popularidade, nomeadamente nos bairros pobres de Caracas, e nas presidenciais de 1993 Velásquez teve um aumento surpreendente da votação, ficando em quarto lugar com 21,95%. Nas eleições de 1998 o partido inicialmente apoiou Irene Sáez, presidente do município de Chacao, mas devido a desacordos, a Causa Radical finalmente apresentou a candidatura de Alfredo Ramos, que obteve o sexto lugar com 0,11% dos votos.
No ano anterior a Causa Radical sofreu uma cisão da sua ala mais à esquerda, liderada por Aristóbulo Isturiz e Pablo Medina, que passou a denominar-se Pátria Para Todos (PPT), e em 1988 apoiou a candidatura presidencial vitoriosa do antigo militar Hugo Chávez. Nas eleições presidenciais de 2000, a Causa Radical apoiou Francisco Arias Cárdenas, que ficou em segundo lugar com 18,95% dos votos.
Em 2002 a Causa Radical integrou a Coordenadora Democrática, uma vasta e diversa aliança de partidos e organizações cujo ponto em comum era a oposição do governo de Chávez, mas que se dissolveu em 2004. Em 2006, a Causa Radical (tal como grande parte dos outros partidos da oposição, basicamente os mesmos que haviam feito parte da Coordenadora Democrática) apoiou o candidato do partido Um Novo Tempo, o social-democrata Manuel Rosales, para as eleições presidenciais; no entanto não conseguiu impedir a reeleição de Chávez, e a LCR obteve uma percentagem muito baixa de votos. 
Em março de 2007 vários militantes abandonam o partido para se integrarem em Um Novo Tempo. Em 2007 foi um dos partidos que apelou ao "não" no referendo constitucional de 2007 (em que foi apresentada a proposta de eliminar os limites à reeleição presidencial).
Nas eleições parlamentares de 2010, a Causa Radical obteve 103.367 votos (0,91% dos votos válidos), tornando-se no décimo partido mais votado da Venezuela, e o oitavo da coligação opositora Mesa da Unidade Democrática. Nesta eleição 53,06% dos seus votos vieram do estado Bolívar.
Alguns dos seus membro trabalham politicamente nos sindicatos, nomeadamente na central sindical CTV, sendo a sua atividade sobretudo nas empresas siderúrgicas e elétricas.

## Resultados eleitorais

### Legislativas
| Data | Votos   | %     | Câmara dos Deputados | Senado | Notas |
| ---- | ------- | ----- | -------------------- | ------ | ----- |
| 1978 | 12.573  | 0,2%  | 0 / 199              | 0 / 44 |       |
| 1983 | 35.304  | 0,5%  | 0 / 200              | 0 / 44 |       |
| 1988 | 117.562 | 1,6%  | 3 / 201              | 0 / 46 |       |
| 1993 | 974.190 | 20,7% | 40 / 203             | 9 / 50 |       |
| 1998 | 152.277 | 3,47% | 6 / 207              | 1 / 54 |       |

| Data | Votos   | %     | Assembleia Nacional | Notas                                       |
| ---- | ------- | ----- | ------------------- | ------------------------------------------- |
| 2000 | 196.787 | 4,41% | 3 / 165             |                                             |
| 2005 | 18.960  | 0,6%  | 0 / 167             | Eleição boicotada por quase toda a oposição |
| 2010 | 203.740 | 1,2%  | 3 / 165             | Integrante da coligação MUD                 |
| 2015 | 203.740 | 1,2%  | 4 / 167             | Integrante da coligação MUD                 |